# Oreobolopsis tepalifera
Oreobolopsis tepalifera là loài thực vật có hoa trong họ Cói. Loài này được T.Koyama & Guagl. mô tả khoa học đầu tiên năm 1987 publ. 1988.